# Пампарато
Пампарато (итал. Pamparato) — коммуна в Италии, располагается в регионе Пьемонт, в провинции Кунео.
Население составляет 372 человека (2008 г.), плотность населения составляет 11 чел./км². Занимает площадь 35 км². Почтовый индекс — 12087. Телефонный код — 0174.
Покровителем коммуны почитается священномученик Власий Севастийский (San Biagio), празднование 3 февраля.

## Демография
Динамика населения:

## Администрация коммуны
- Официальный сайт: http://www.pamparato.com/ Архивная копия от 27 апреля 2009 на Wayback Machine